# إيزابيل موريل
إيزابيل موريل (بالإنجليزية: Isabelle Morel) (و. 1779 – 1834 م) هي كاتِبة سويسرية، توفيت عن عمر يناهز 55 عاماً، بسبب سرطان الثدي.